# 로스 빙붕

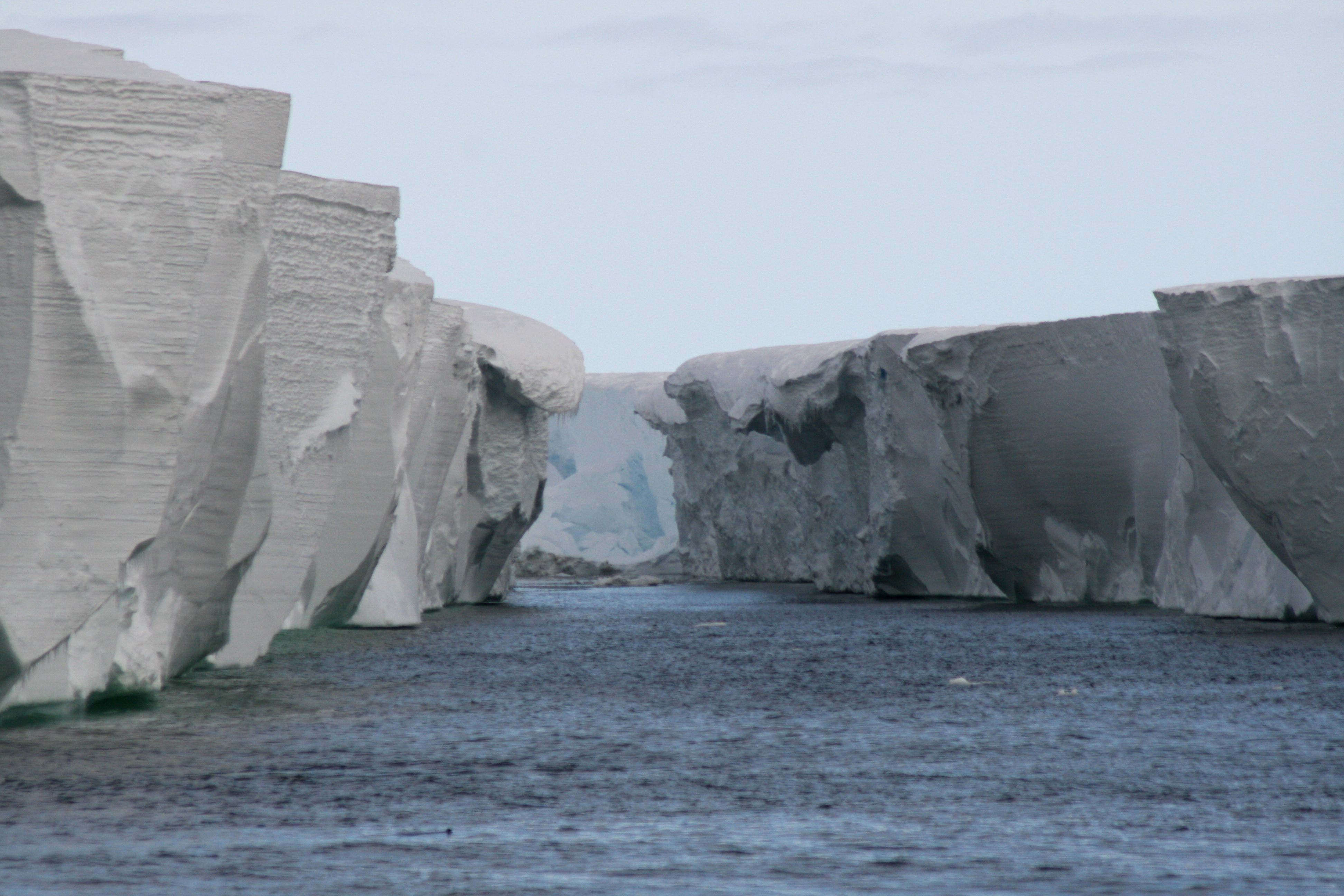
로스 빙붕

로스 빙붕(Ross Ice Shelf, 문화어: 로쓰 얼음벌)은 남극의 빙붕이다, 52만 7000km2 면적으로, 로스해에 위치하고 있다.

## 같이 보기
- 님로드 원정